# Protitorpédové sítě
Protitorpédové sítě tvoří pasivní ochranu válečných lodí proti útoku torpéd. Tento způsob ochrany válečných lodí byl používán od 90. let 19. století. Síť zastavila útočící torpédo a přivedla ho k výbuchu daleko od trupu lodi, aniž by ho mohlo vážněji poškodit.

## Vývoj
Vyvinutí Whiteheadova torpéda v roce 1873 a vznik torpédových člunů krátce nato znamenaly nové nebezpečí pro velké válečné lodě. Proto byly hledány nové cesty jejich ochrany. V roce 1876 přišel výbor britské admirality s řadou doporučení na obranu proti útokům torpédy. Jedním z doporučení byly ocelové sítě natažené na ramenech podél boků lodi. Experimentálně byly sítě poprvé použity u lodi HMS Thunderer, která se stala první válečnou lodí, vybavenou tímto prostředkem.
První typ sítí byl podle jména svého londýnského výrobce zván typ Bullivant. Tvořily je 15 mm silná pásková ocel, propojena tenčími ocelovými pásky, které společně tvořily spleť, o kterou se torpédo mělo zastavit. Váha této sítě byla 5 kg/m². Tyto sítě byly od trupu drženy pomocí 12 m dlouhých dřevěných tyčí. Testy ukázaly, že sítě jsou schopné zastavit tehdejší standardní 350mm torpédo a to bez poškození lodi. Větší torpédo ráže 400 mm s hlavicí o hmotnosti 91 kg způsobilo jen omezené škody.
V roce 1894 byly zavedeny těžší sítě, tvořené pásky o průměru 63 mm a hmotnosti 25 kg/m². Naopak na hlavice torpéd byly přidávány různé typy střihačů sítí, které měly torpédům pomoci s překonáním této bariéry. Takové střihače měla například japonská a francouzská torpéda. Pozdější hustší a těžší sítě byly považovány za torpédovzdorné.

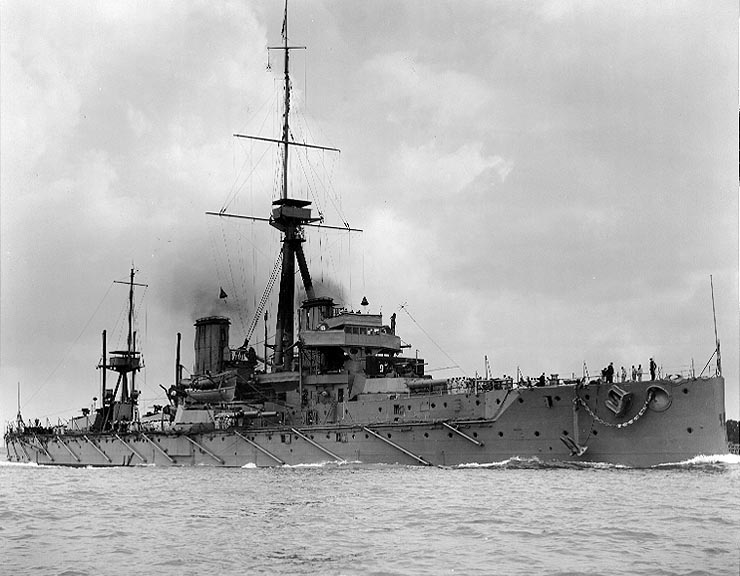
Na boku bitevní lodi HMS Dreadnought jsou vidět složené protitorpédové sítě

## Použití
Největší rozšíření protitorpédových sítí nastalo od přelomu 19. a 20. století do prvních let první světové války. 
Při vylodění v Dardanelách byly tři spojenecké bitevní lodi potopeny útoky nepřátelských lodí, přestože byly vybavené protitorpédovými sítěmi. Ukázalo se, že zvyšující se rychlost torpéd, společně s novou taktikou odpalování několika torpéd na jeden cíl, způsobily zastarání protitorpédových sítí jako obranného prostředku.
Sítě byly v Royal Navy opuštěny poté, co se v roce 1916 v bitvě u Jutska ukázalo, že se poškozené sítě mohou namotat do lodního šroubu.
Přestože protitorpédové sítě, zavěšené přímo na boku válečných lodí, byly považovány za zastaralé, byly v jiné formě používány i nadále. Protitorpédové sítě chránily zakotvené válečné lodě v přístavech proti útokům torpéd, ponorek a žabích mužů.